# Daniele Costantini
Daniele Costantini (Isola del Liri, 16 de novembre de 1950) és un director de cinema i guionista italià.

## Vida
Costantini va estudiar a l'Accademia Nazionale d'Arte Drammatica, va publicar un llibre de poesia el 1970 i va actuar com a actor de teatre amb petits papers secundaris en un grapat de pel·lícules. El 1978 va fer la seva primera pel·lícula com a director, per la qual va guanyar un David di Donatello especial. Va fundar el grup d'artistes Missione Impossible i va treballar amb directors coneguts en els happenings organitzats per la cooperativa. Després d'això va passar a la televisió; el 1991, Costantini va tornar a les pantalles amb un èxit menor, Mezzaestate. El 1997 va contribuir a la pel·lícula episòdica I corti italiani.
Costantini va continuar desplaçant-se entre l'escenari i el cinema amb la seva obra; la pel·lícula de 2004 Fatti della banda della Magliana (Fets sobre la Banda della Magliana), que va guanyar diversos premis en festivals de pel·lícules independents, es basa en el seu treball teatral; el 2007 va dirigir la sèrie de televisió Le stagione dei delitti.

## Filmografia

### Cinema
- Una settimana come un'altra (1978)
- Mezzaestate (1990)
- Stress metropolitano in rap, episodi del film I corti italiani (1997)
- Fatti della banda della Magliana (2005)
- Amore che vieni, amore che vai (2008)
- Un "corto" per un grande prodigio (2014)
- Il venditore di colori - documental (2019)

### Televisió
- Piazza Navona - sèrie TV, 1x04 (1987)
- La stagione dei delitti - sèrie TV, 2x04-2x05-2x06 (2007)

## Reconeixements
- David especial per l'opera prima (1979) – Una settimana come un'altra
- Festival de cinema independent de Foggia 2005 – Premi de la Premsa (Fatti della banda della Magliana)
- Roma Independent Film Festival 2005 – Premi a la millor direcció (Fatti della banda della Magliana)